# 向かいの窓 (2019年の映画)
『向かいの窓』（The Neighbors' Window）は、マーシャル・カリー監督・脚本による2019年のアメリカ合衆国の短編映画である。第92回アカデミー賞短編映画賞を受賞した。
日本ではショートショートフィルムフェスティバル&アジア2019で上映され、マリア・ディッジアがベストアクター・ベストアクトレスアワード（インターナショナル部門）を受賞した。

## プロット
夫（グレッグ・ケラー）と幼い子供との日常に不満を抱くアリー（マリア・ディッジア）はあるとき見かけた自由奔放な20代のカップルの生活が自宅の窓から覗けることを知る。

## キャスト
- アリー - マリア・ディッジア（英語版）
- ジェイコブ - グレッグ・ケラー
- 隣人 - ジュリアナ・キャンフィールド
- 隣人の夫 - ブレット・ラダ

## 受賞
| 賞                                            | 年   | 部門                                                               | 候補               | 結果 |
| --------------------------------------------- | ---- | ------------------------------------------------------------------ | ------------------ | ---- |
| アカデミー賞                                  | 2019 | 短編映画賞                                                         | マーシャル・カリー | 受賞 |
| ショートショートフィルムフェスティバル&アジア | 2019 | ベストアクター・ベストアクトレスアワード（インターナショナル部門） | マリア・ディッジア | 受賞 |